# 7052 Octaviabutler
7052 Octaviabutler è un asteroide della fascia principale. Scoperto nel 1988, presenta un'orbita caratterizzata da un semiasse maggiore pari a 2,7171481 au e da un'eccentricità di 0,2817506, inclinata di 17,56259° rispetto all'eclittica.